# Ekklesiasterion

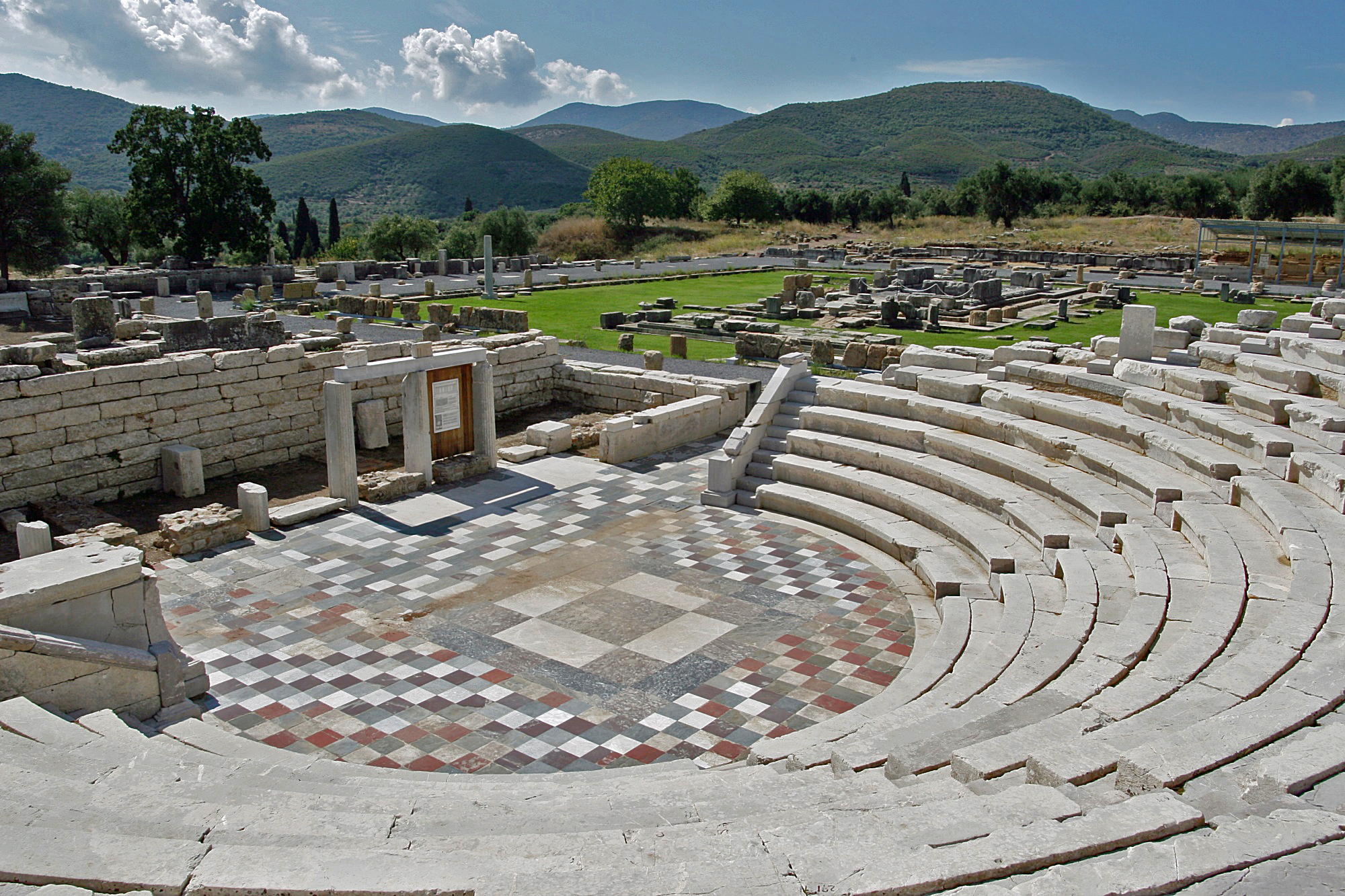
Ekklesiasterion v Messene

Ekklesiasterion (řecky ἐκκλησιαστήριον) bylo v městských státech antického Řecka shromaždiště ekklesia, lidového shromáždění města, ke kterému patřili všichni občané s plným občanstvím. Užší okruh, rada města (Búlé), jednala v mnohem menším búleuterion.
Ekklesiasterion obvykle sestával, podobně jako divadlo starověkého Řecka, ze vzestupných řad sedadel, které byly uspořádány v půlkruhu kolem řečnické platformy. Například v ekklesiasterionu v Akragasu na Sicílii bylo dvacet řad sedadel. Nejstarší známý ekklesiasterion je z konce 7. století před Kristem v Metapontu.